# Rubber Factory
Rubber Factory är bluesrockduon The Black Keys tredje studioalbum, utgivet 2004. Det spelades in under fyra månader i en tidigare däckfabrik i Akron, Ohio.
Albumet var gruppens första att placera sig på Billboard 200, där det nådde 143:e plats.

## Låtlista
Samtliga låtar skrivna av Dan Auerbach och Patrick Carney, om annat inte anges.
1. "When the Lights Go Out" - 3:23
2. "10 A.M. Automatic" - 2:59
3. "Just Couldn't Tie Me Down" - 2:57
4. "All Hands Against His Own" - 3:16
5. "The Desperate Man" - 3:54
6. "Girl Is on My Mind" - 3:28
7. "The Lengths" - 4:54
8. "Grown So Ugly" (Robert Pete Williams) - 2:27
9. "Stack Shot Billy" - 3:21
10. "Act Nice and Gentle" (Ray Davies) - 2:41
11. "Aeroplane Blues" - 2:50
12. "Keep Me" - 2:52
13. "Till I Get My Way" - 2:31